# Ignacio Rogers
Ignacio Rogers (nacido en Buenos Aires, Argentina) es un actor, productor y director de cine argentino.

## Trabajos

### Televisión
| Año  | Título               | Rol / Personaje | Canal      |
| ---- | -------------------- | --------------- | ---------- |
| 2011 | El hombre de tu vida | Ramiro          | Telefe     |
| 2012 | El donante           | Paulo           | Telefe     |
| 2012 | En terapia           | Camilo Montes   | TV Pública |
| 2014 | Jostel               | Hernán          | TV Pública |
| 2015 | Variaciones Walsh    | El Flaco        | TV Pública |

### Cine
| Año  | Título                                | Rol / Personaje        | Dirección          | Notas                             |
| ---- | ------------------------------------- | ---------------------- | ------------------ | --------------------------------- |
| 2005 | Como un avión estrellado              | Nico                   | Ezequiel Acuña     | Debut en cine                     |
| 2008 | La sangre brota                       | Gustavo                | Pablo Fendrik      |                                   |
| 2008 | Cómo estar muerto / Como estar muerto |                        | Manuel Ferrari     |                                   |
| 2009 | Excursiones                           | Ignacio                | Ezequiel Acuña     |                                   |
| 2010 | El pasante                            |                        | Clara Picasso      |                                   |
| 2010 | Sábado uno                            | -                      | Cortometraje       | Autor, productor y director       |
| 2010 | Liniers                               |                        | Marcelo Moresi     |                                   |
| 2010 | Aire solo sería                       |                        | Martín Morgenfeld  | Cortometraje                      |
| 2010 | El notificador                        | Pablo                  | Blas Eloy Martínez |                                   |
| 2011 | Otros silencios                       | Pablo 'Pablito' Molina | Santiago Amigorena | Película francesa                 |
| 2012 | El amor cambia                        |                        | Ignacio Ceroi      | Cortometraje                      |
| 2012 | La carrera del animal                 |                        | Nicolás Grosso     |                                   |
| 2014 | El crítico                            |                        | Hernán Guerschuny  |                                   |
| 2017 | Esteros                               | Matías                 | Papu Curotto       |                                   |
| 2019 | El diablo blanco                      |                        | Ignacio Rogers     |                                   |
| 2020 | La protagonista                       |                        | Clara Picasso      |                                   |
| 2020 | La dosis                              | Gabriel                | Martín Kraut       |                                   |
| 2023 | Las fiestas                           |                        | Ignacio Rogers     | Director, productor y coguionista |

## Premios
Nominaciones
- Premios Cóndor de Plata: Revelación masculina (Como un avión estrellado)